# Paco Paco
Paco Paco (Ourense, 27 mei 1945), pseudoniem van Francisco Ropero Gómez is een van oorsprong Spaanse zanger die sinds begin jaren '70 in België woont. In 1972 scoorde hij een grote zomerhit in België en Nederland met Taka Takata, een lied geschreven door de Belgische jazzmuzikant en bandleider Al Verlane en geproduceerd door Jean Kluger. Het nummer werd regelmatig gecoverd; de bekendste (Franstalige) uitvoering is van Joe Dassin.
Op achttienjarige leeftijd emigreerde hij naar Frankrijk om te werken. Op 21-jarige leeftijd keerde hij terug naar zijn familie, die inmiddels in Málaga was gaan wonen. In Málaga begon hij met zijn muzikale loopbaan. Hij drumde en zong in diverse bandjes. Tijdens zijn militaire dienst leerde Gómez zijn latere vrouw kennen, de Belgische Linda Verlackt. Met haar verhuisde hij in 1971 naar Antwerpen waar ze samen een bar opende waar Gómez dagelijks optrad. In zijn café werd hij ontdekt door een Duits platenlabel dat Taka Takata in diverse Europese landen uitbracht.
De jaren erop bracht Paco Paco nog diverse albums uit, maar hieruit ontstonden geen hits.

## Singles
| Single met eventuele hitnotering(en) in de Nederlandse Top 40 | Datum van verschijnen | Datum van binnenkomst | Hoogste positie | Aantal weken | Opmerkingen              |
| ------------------------------------------------------------- | --------------------- | --------------------- | --------------- | ------------ | ------------------------ |
| Taka Takata                                                   | 1972                  | 01-07-1972            | 11              | 9            | #10 in de Single Top 100 |

- Biblioteca Nacional de España: XX1057384
- Bibliothèque nationale de France: cb16562066h (data)
- International Standard Name Identifier: 0000 0003 5985 4660
- Library of Congress Control Number: n87109337
- MusicBrainz: 1e93d4fb-183e-4141-a868-ad3463dc5cbc
- Virtual International Authority File: 3978950